# Thayer (Missouri)
Thayer – miasto w Stanach Zjednoczonych, w stanie Missouri, w hrabstwie Oregon.